# Bojan Ilich
Bojan Ilich, slovenski narodni heroj, * 8. oktober 1922, † 27. september 1941, Maribor.
Ilich je sodeloval v prvi akciji na proti nemškim okupacijskim silam na Slovenskem 29. aprila 1941 v Volkmerjevem prehodu v Mariboru. Nekaj narodno zavednih mariborskih dijakov, poleg Bojana Ilicha še Avgust  Greif - Blisk, Ljubo Tarkuš, Albin Vernik ter drugi (imena vseh niso znana) je zažgalo dve nemški vozili. 
Po akciji uničenja dveh nemških avtomobilov, je Gestapo aretiral več kot 60 mladincev slov. narodnosti. Med njimi tudi Bojana Ilicha, vendar jim kljub zaslišanju (pretepanju) v Meljski vojašnici ni uspelo ugotoviti, kdo so storilci in so vse zajete po več kot tednu dni izpustili. Bojan Ilich je bil ujet v zasedi v domu Mare Čepič 7. avgusta 1941, skupaj s Slavo Klavoro, Slavkom Šlandrom in Bogdanom Špindlerjem. Pod streli okupatorja je padel 27. septembra 1941.
Po njem se danes imenuje Osnovna šola Bojana Ilicha v Mariboru.